# Мынисте
Мы́нисте (эст. Mõniste), на местном наречии Мы́нисты  (Mynistõ), также Мы́нистмы́йза (эст. Mõnistmõisa) — деревня в волости Рыуге уезда Вырумаа, Эстония.
До реформы местных самоуправлений Эстонии 2017 года входила в состав волости Мынисте (упразднена) и была её административным центром.

## География и описание
Расположена у шоссе Валга—Выру на перекрёстке Апе. Расстояние до уездного центра — города Выру — 41 километр, до города Валга — 46 километров. Высота над уровнем моря — 74 метра.
Климат умеренный. Официальный язык — эстонский. Почтовый индекс — 66002.

## Население
По данным переписи населения 2021 года, в Мынисте насчитывалось 229 жителей, из них 209 (95,0 %) — эстонцы.
По состоянию на 1 января 2020 года в деревне насчитывалось 188 жителей: 105 женщин и 83 мужчины; 115 человек трудоспособного возраста (15–64 года), 25 детей в возрасте до 15 лет и 48 человек пенсионного возраста (65 лет и старше).
По данным переписи населения 2011 года, в деревне проживали 213 человек, из них 209 (98,1 %) — эстонцы.
Численность населения деревни Мынисте:
| Год  | 1959 | 1970   | 1972  | 1979  | 1989  | 2000  | 2011  | 2017  | 2018  | 2019  | 2020   | 2021  |
| ---- | ---- | ------ | ----- | ----- | ----- | ----- | ----- | ----- | ----- | ----- | ------ | ----- |
| Чел. | 219* | ↗ 221* | ↗ 225 | ↘ 224 | ↗ 304 | ↘ 236 | ↘ 213 | ↘ 198 | → 198 | ↘ 194 | ↘ 188õ | ↗ 229 |

* Деревня Мынисте (эст. Mõniste küla) и поселение Мынисте (эст. Mõniste asundus) вместе.

## История
В письменных источниках 1386 и 1419 годов упоминается Mendis (деревня), 1443 года — Mendes (деревня), 1449 года — Möndes (деревня), 1529 года — Mensz (мыза), 1542 года — Mentz (мыза), 1627 года — Mentzen Hoff, 1782 года — Menniste mois (мыза).
Деревня впервые упомянута в документе, в котором дворянское семейство Икскюлей делило своё наследство. В XVI веке в деревне была основана скотоводческая мыза, позже ставшая большой самостоятельной (рыцарской) мызой Менцен (нем. Menzen, Мынисте, эст. Mõniste mõis). Деревня рядом с мызой осталась, но в XIX веке распалась на небольшие группы хуторов.
Во время Северной войны, 5 августа 1702 года, на мызе Менцен произошло короткое сражение между русскими и шведскими войсками, завершившееся победой русских.
На военно-топографических картах Российской империи (1846–1863 годы), в состав которой входила Лифляндская губерния, мыза обозначена как мз. Менценъ.
Главное здание мызы Мынисте и её хозяйственные постройки сильно пострадали в годы Эстонской освободительной войны. К настоящему времени от мызного комплекса ничего не осталось, сохранился только парк.
В 1920-х годах, после национализации мызы на её землях возникло селение, в 1977 году оно объединилось с деревней Мынисте (в 1972 году в селении проживали 186 человек, в деревне — 39); в том же году (период кампании по укрупнению деревень) с Мынисте была объединена деревня Айдамяэ (эст. Aidamäe).
В советское время деревня была центром совхоза «Мынисте». В 1978 году его общий земельный фонд составлял 7,1 тысяч гектаров, в том числе сельскохозяйственных угодий (без приусадебных участков) — 5,2 тысяч гектаров; средняя численность работников — 296 человек. В деревне работали 8-клаcсная школа, дом культуры, библиотека и почтовое отделение.

## Инфраструктура
В деревне работают волостной пункт обслуживания, библиотека, дом по уходу (все в одном здании), пожарная команда, магазин торговой сети Coop. Действует Молодёжный центр, где есть возможность играть в бильярд, настольный теннис, различные компьютерные и настольные игры, есть видеопроектор и музыкальное оборудование. Пять дней в неделю ведёт приём семейный врач и семейная медсестра.
В деревне есть центральное водоснабжение.

## Достопримечательности
- Мынистеский музей сельского быта
В 1957 году местный краеведческий кружок основал музей Мынисте как филиал Выруского краеведческого музея. Экспозиция под открытым небом изображает хозяйство местного деревенского бедняка второй половины XIX века и состоит из жилой риги, «чёрной» бани, летней кухни, сарая и колодца. Тематическая экспозиция по истории Мынисте расположена в жилом доме, построенном во второй четверти XX века[8][21];
- парк Мынисте
Старинный мызный парк с вековыми деревьями (ели, дубы, липы и берёза бородавчатая) и богатым видовым составом, один из старейших в уезде Вырумаа. В парке также произрастают кедры, пихты, маньчжурский грецкий орех и несколько видов клёнов[8][22];
- скульптурная композиция «Медведи»
Уникальный образец «сталинской» дорожной скульптуры. Отлита из бетона и изображает четырёх медведей, вертящихся на пне. Стоит на четырёхугольном бетонном постаменте, на котором выведена дата «1953». Одна из трёх дорожных скульптур, установленных в 1953 году в ближайших окрестностях. Находится у шоссе Выру—Валга, в нескольких сотнях метров к северу от въезда в деревню Мынисте. В 2003 году внесена в Государственный регистр памятников культуры Эстонии. Отреставрирована в 2009 году[23].

## Галерея
- Волостной центр обслуживания
и дом по уходу в Мынисте
- Магазин торговой сети Coop в Мынисте
- Парк Мынисте весной
- Озеро Мынисте и место для купания
- Место, где раньше стояло главное здание мызы Менцен (Мынисте)